# Joanne Woodward
Joanne Gignilliat Trimmier Woodward (Thomasville, 27 de febrero de 1930), conocida como Joanne Woodward, es una actriz estadounidense ganadora del Óscar a la mejor actriz en 1957 por la película Las tres caras de Eva. Estuvo casada con Paul Newman hasta la muerte de él en el 2008, y formaron una de las parejas posiblemente más estables de Hollywood. Fue la primera persona en obtener una estrella en el Paseo de la Fama de Hollywood.

## Biografía

### Infancia y juventud
Joanne Gignilliat Trimmier Woodward nació el 27 de febrero de 1930, en Thomasville (Georgia), hija de Elinor Trimmier y Wade Woodward, Jr., que era el vicepresidente de la editorial Charles Scribner's Sons. Sus otros nombres, "Gignilliat Trimmier", eran de origen hugonote. Su pasión por la interpretación vino por el amor de su madre al cine.
Woodward cuenta que, cuando acudió al estreno de Lo que el viento se llevó en Atlanta, tenía nueve años y pudo entrar en la zona de invitados para acabar sentándose en el regazo de Laurence Olivier, compañero sentimental de Vivien Leigh. Una historia que le recordaría al actor británico en 1977 cuando coincidieron en la producción televisiva Come Back, Little Sheba.
Woodward vivió en Thomasville hasta que empezó a estudiar segundo grado antes de establecerse junto a su familia en Marietta (Georgia). De hecho, durante toda su vida ha apoyado a la Marietta High School y al Strand Theatre de dicha ciudad. antes de la universidad, su familia se trasladaría una vez más a Greenville (Carolina del Sur) en 1947 donde se graduaría. Poco después, sus padres se divorciarían.
Woodward estudió en la Universidad Estatal de Luisiana, donde ya participaría en producciones teatrales. Paralelamente a eso, Woodward ganó algunos premios de belleza. Poco después, se trasladaría a Nueva York para estudiar en el Actors Studio y en el Neighborhood Playhouse School of the Theatre bajo la tutela de Sanford Meisner.
Aparte de la formación, Woodward comenzaría a aparecer en producciones teatrales en Greenville High en la Greenville's Little Theatre, interpretando a Laura Wingfield en la obra El zoo de cristal. Volvería a Greenville en los 60 para protagonizar la producción de "Camelot" de la Little Theater y en 1976 encarnar a Amanda Wingfield en otra producción más reciente del The Glass Menagerie en el Little Theatre.

### Primeros años de carrera en cine y televisión

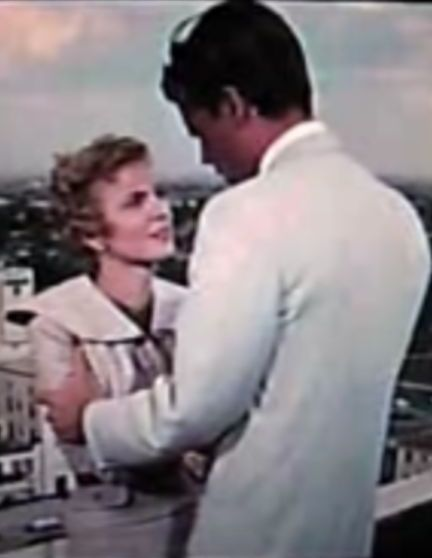
Woodward en un fotograma de su película Un beso antes de morir (1956) junto a Robert Wagner

En 1952, Woodward hizo su debut en televisión con apariciones esporádicas en un episodio de Robert Montgomery Presents titulado "Penny." También encarnó papeles en el escenario y se convirtió en suplente de la comedia de William Inge.Picnic en 1953 y 1954. Allí conoció al que sería su futuro marido Paul Newman, aunque, en esa época, el actor aún estaba casado con su primera esposa Jacqueline Witte.
Woodward aparecería en otros dramas televisivos como Tales of Tomorrow, Goodyear Playhouse, Danger, The Philco-Goodyear Television Playhouse, You Are There, The Web, The Ford Television Theatre, The Elgin Hour, Robert Montgomery Presents, Armstrong Circle Theatre, The Star and the Story, Omnibus, Star Tonight o Ponds Theater.
La primera aparición de Woodward en el cine sería en 1955 en el western ambientado en los años posteriores de la guerra civil estadounidense Cuenta hasta tres y reza (Count Three and Pray) de George Sherman con Van Heflin como compañero de reparto y en la que interpreta una huérfana de carácter fuerte. En enero de 1956, la actriz firmaba un contrato de larga duración con 20th Century Fox. En su siguiente papel, en Un beso antes de morir (A Kiss Before Dying), protagonizó a una heredera perseguida por un estudiante universitario (Robert Wagner) que no se detendría ante nada para conquistarla.
La carrera de Woodward también tendría su trayectoria en la televisión y el teatro. En 1956 volvería a Broadway para protagonizar The Lovers. También tuvo una apariciones en la pequeña pantalla en Philco Playhouse, The 20th Century-Fox Hour, The United States Steel Hour, General Electric Theater, Four Star Playhouse, Alfred Hitchcock Presents, Kraft Theatre, The Alcoa Hour, Studio One in Hollywood y Climax!.

### Estrellato cinematográfico
En 1957, Woodward asombró al público y a la crítica con su estelar interpretación en Las tres caras de Eva (The Three Faces of Eve). En ella, encarnaba a una mujer con una disfuncionalidad de tres personalidades diferentes — una ama de casa sureña, una sexual 'bad girl' y una chica normal — dando a cada una de ellas sus propios gestos y voces. Por ese trabajo, Woodward ganó el Óscar a la mejor actriz en 1957.
Con estas credenciales como estrella, Fox le dio la posibilidad de liderar repartos como el deMás fuerte que la vida (No Down Payment) (1957), dirigida por Martin Ritt y producida por Jerry Wald. En 1959, Woodward volvió a contar para Ritt para otra adaptación de Faulkner, El ruido y la furia (The Sound and the Fury ) (1959), con Yul Brynner. Sidney Lumet también lo eligió para acompañar a Marlon Brando y Anna Magnani en Piel de serpiente (The Fugitive Kind) (1960), un fracaso en taquilla por otro lado. Más popular fue su tercer film con Newman, Desde la terraza (From the Terrace) (1960), de la que Woodward admitiría posteriormente a tener "afecto" por "al verme como Lana Turner". La pareja volvería a repetir con Ritt en Un día volveré (Paris Blues) (1961). Para su siguiente proyecto en Rosas perdidas (The Stripper ) en 1962, Joanne fue entrenada en técnica por la intérprete de burlesque Gypsy Rose Lee. En 1966, volvería a aparecer como Mary en El destino también juega (A Big Hand For the Little Lady) y junto a Sean Connery en Un loco maravilloso (A Fine Madness). 
En 1968, hace el rol protagonista en el proyecto personal de su marido: Raquel, Raquel (Rachel Rachel) (1968). Producida y dirigida por Newman, Woodward interpretó a una maestra de escuela en espera del amor. Esta película le valió su segunda nominación al Óscar a la mejor actriz.

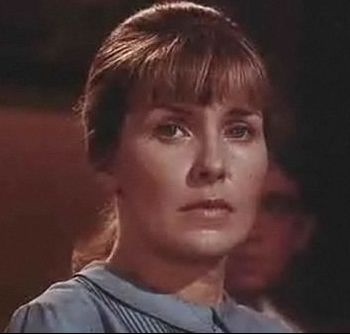
Woodward en Raquel, Raquel (1968)

En la década de los 70, el ritmo de trabajo de Woodwaard se fue espaciando. En 1972, protagonizó El efecto de los rayos gamma sobre las margaritas (The Effect of Gamma Rays on Man-in-the-Moon Marigolds), en la que interpretaba a una madre alejada de sus hijas (una de ellas era interpretada por su hija, Nell). Por ella ganó el galardón a la mejor actriz en el Festival de Cannes. Posteriormente, lideraría el reparto del drama Deseos de verano, sueños de invierno (Summer Wishes, Winter Dreams) (1973), escrita por Stewart Stern, y por la que recibiría su tercera nominación al Óscar a la mejor actriz.
Woodward volvió al teatro al acompañar a Robert Shaw en la obra Dance of Death en el Lincoln Center en 1974, pero se apartó de la producción durante los ensayos. "Nueva York te pone una presión a la que no reacciono bien, con las críticas y todo eso", dijo después. "Me gusta actuar en un ambiente relajado".
Woodward tuvo un papel en De miedo también se muere (The End) de 1978 dirigida y protagonizada por Burt Reynolds. Pero en general, Woodward se empezó a prodigar más en la televisión. Hizo A Christmas to Remember y The Streets of L.A. en 1979. Woodward también dirigió un episodio de la serie Family en 1979. Apareció en Come Back, Little Sheba (1977) con Laurence Olivier, y See How She Runs (1978). Por este último ganó un premio Emmy.

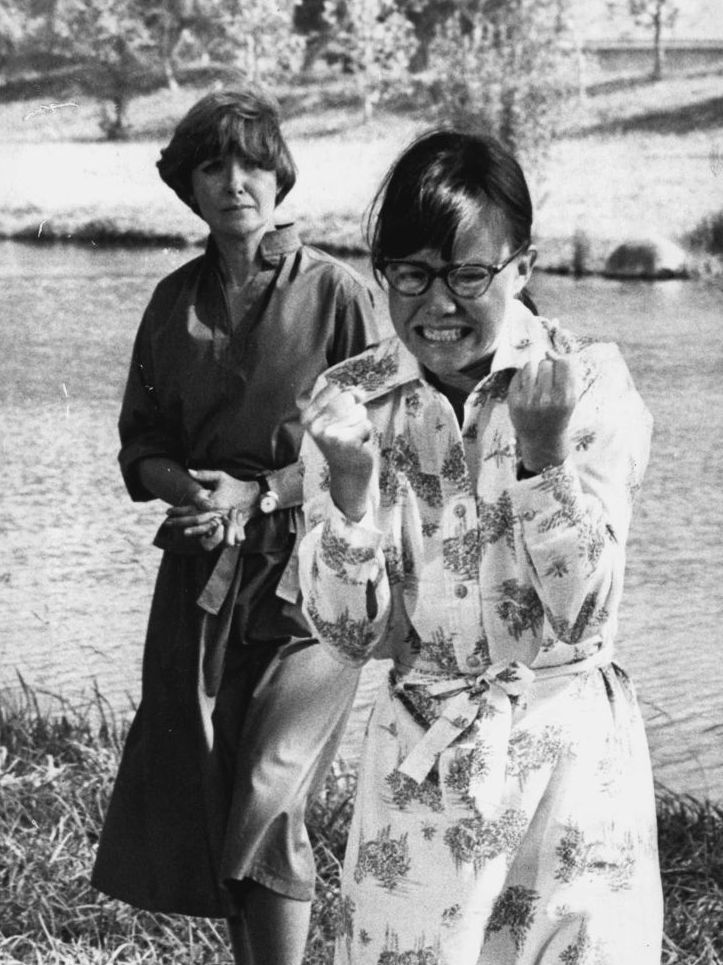
Woodward y Sally Field en el film Sybil de 1976

La filmografía de Woodward continuaría en los 80 con The Shadow Box (1980), dirigida por Newman, y Pánico en las aulas (Crisis at Central High) (1981) para televisión. Volvería a Broadway para trabajar en la obra Candida (1981–1982), una producción teatral dirigida por Michael Cristofer que fue grabada en 1982. Protagonizaría Harry e hijo (Harry & Son) (1984), nuevamente dirigida y protagonizada por Newman, y otros telefilms como Passions (1984) y Do You Remember Love (1985). Woodward también se sentaría detrás de la cámara escribiendo y dirigiendo en 1982 la historia de Shirley Jackson, Come Along with Me; y protagonizando El zoo de cristal (1987).
Woodward también consiguió el éxito en la pequeña pantalla. Ganó el Emmy por su trabajo como actriz en See How She Runs (1978) y Do You Remember Love? (1985). Como productora, ganó otro premio Emmy por Broadway's dreamers: The Legacy of the Group Theater en 1990. Woodward también volvió a la televisión para hacer "The 80 Yard Run" para Playhouse 90.

### Relación profesional con Paul Newman
Woodward empezó con Paul Newman en la comedia teatral Picnic a principios de los 50. No se casaron hasta el 29 de enero de 1958 después de que el actor se separase de su primera esposa: Jacqueline Witte.

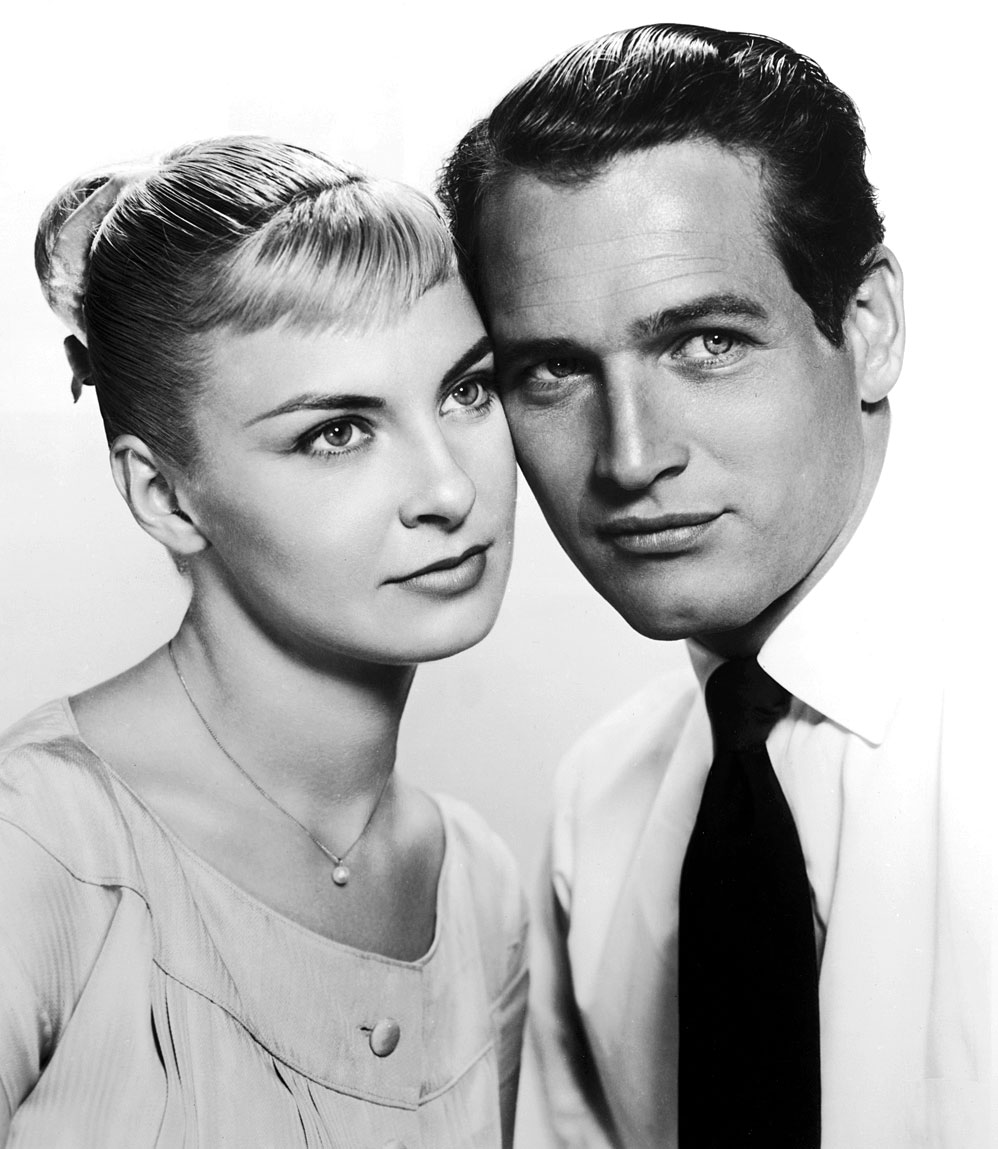
Woodward y Newman en la promoción de El largo y cálido verano en 1958

Cuando Woodward ganó el Oscar y al ser Newman también un actor conocido, se convirtieron en una poderosa pareja de celebridades y aparecieron en innumerables revistas y artículos durante los siguientes cincuenta años. La vida familiar de Woodward se resintió a expensas de su carrera cinematográfica. Más tarde dijo:

Al principio, probablemente tuve un verdadero sueño de estrella de cine. Se esfumó en algún momento a mediados de los 30, cuando me di cuenta de que no iba a ser ese tipo de actriz. Fue doloroso. Además, reduje mi carrera por mis hijos. Bastante. Me molestó en ese momento, que no era una buena forma de estar con los niños. Paul estaba mucho tiempo fuera de casa. No iba al rodaje por los niños. Lo hice una vez y me sentí abrumada por la culpa.

 Sin embargo, su carrera como actriz fue exitosa y ocupada en todos los sentidos, como se puede ver en el resumen anterior. Su última actuación en la pantalla con Newman fue en la miniserie de cable "Empire Falls" en 2005.
Desde entonces, aparecieron en  múltiples proyectos tanto en los 50 como en los 60. La primera de ellas fue El largo y cálido verano (The Long, Hot Summer) (1958), seguido de Rally 'Round the Flag, Boys! (1958), From the Terrace (1960), Paris Blues (1961), y A New Kind of Love (1963). Volvieron a Broadway en Baby Want a Kiss (1964), que tuvo mucho éxito. Woodward también sería dirigida por su marido en diversas ocasiones. El primero de ellos en el debut de Newman detrás de cámara Raquel, Raquel (1968). Ambos fueron nominados tanto a los Globos de Oro como a los Oscars en sus respectivas categorías. También trabajaron juntos en Winning (1969) y WUSA (1970).

### Últimos años

Woodward en el Museo de Historia de Westport

La carrera fue tan espaciada como longeva. En 1990 apareció nuevamente acompañando a Newman en Esperando a Mr. Bridge (Mr. and Mrs. Bridge) (1990), dirigida por James Ivory. Woodward había leído las novelas de Evan S. Connell en la que se basa la película y había deseado durante muchos años adaptarlas a la televisión. Originalmente, no tenía intención de interpretar a la señora Bridge porque se veía demasiado joven. Pero a finales de los 80, ya tenía la edad adecuada. Una de sus interpretaciones más aclamadas, y ganó su cuarta nominación a los Premios Óscar a la mejor actriz y fue escogida la mejor actriz por el New York Film Critics Circle Awards.
En 1993, Woodward apareció en Philadelphia (1993) con Tom Hanks y ese mismo año, fue la narradora de la película de Martin Scorsese, La edad de la inocencia (The Age of Innocence). Woodward apareció en otros telefilms, Foreign Affairs (1993) y Blind Spot (1993). Esta última también fue coproductora y fue nominada a los Primetime Emmy a la mejor actriz - Miniserie o telefilme. Más adelante, coprotagonizaría el telefilm Breathing Lessons (1995) y ese mismo año, dirigiría la obra teatral de Clifford Odets' Golden Boy y Waiting for Lefty en la Blue Light Theater Company de Nueva York.
En el Siglo XXI, Woodward se centró en la dirección y la producción. Ejerció como directora artística de la Westport Country Playhouse desde 2001 hasta 2005. También fue productora ejecutiva de la producción televisiva Our Town de 2003, con Newman como director de escena (y por lo que fue nominado a los Premios Emmy). Ambos también aparecen en Empire Falls (2005) para televisión. Woodward también haría la voz de la canción de John Mellencamp "The Real Life" para su álbum On the Rural Route 7609. Sus últimos trabajos fueron un papel protagonista en Change in the Wind (2010) y una narración como voz en off en el film de Weston Woods All the World.

## Vida privada
Woodward comenta que estuvo prometida con el escritor Gore Vidal antes de casarse con Paul Newman. De todas maneras, confiesa que no era una relación como tal sino que era una relación de amistad debido a la confesada homosexualidad de Vidal. Woodward compartió casa con Vidal en Los Ángeles durante un plazo corto de tiempo y siguieron siendo amigos.
Woodward se encontró con Newman en 1953 y luego de nuevo en el rodaje de The Long, Hot Summer en 1957. Newman se había divorciado de su primera mujer Jackie Witte, con la que ya había tenido tres hijos, y se casó con Woodward el 29 de enero de 1958 en Las Vegas. La pareja permanecería unida durante 50 años hasta la muerte del actor en 2008. Woodward dijo: 

Era muy guapo y muy sexy y por todo ello, pero todo eso se va por la ventana. Lo que finalmente queda es, si puedes hacer reír a alguien. Y el me hacía reír"

 Newman atribuyó el éxito de su relación a "alguna combinación de lujuria, respeto, paciencia y determinación." Es Paul Newman del que se dice, en respuesta a una pregunta sobre el engaño matrimonial: 

No me gusta hablar de mi matrimonio, pero te diré algo que puede sonar cursi pero que resulta ser cierto. Tengo bistec en casa. ¿Por qué debería salir a comer hamburguesa?"

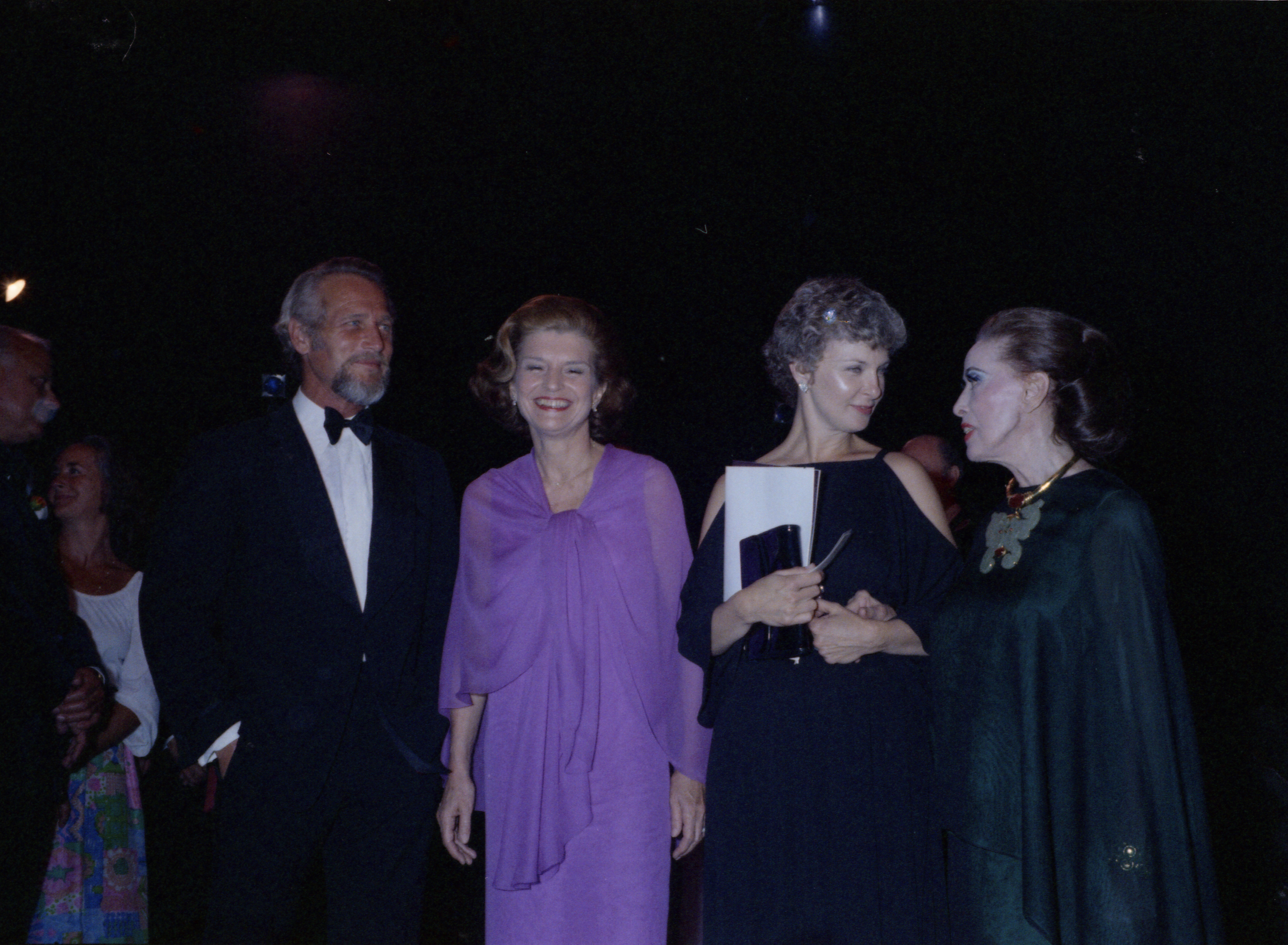
Newman, la primera dama Betty Ford, Woodward y Martha Graham en 1975

Tuvieron tres hijas: Elinor Teresa (1959), Melissa Steward (1961) y Claire Olivia (1965).
En 1960, se colocó la primera estrella en el Paseo de la Fama de Hollywood, que llevaba el nombre de Joanne Woodward.
Woodward y Newman fueron partidarios activos de Partido Demócrata. Apoyaron la candidatura fallida del senador Eugene McCarthy en la campaña presidencia de 1968, recaudando fondos para su campaña en Arthur's Restaurant el 1 de abril de 1968. Por otro lado, documentos desclasificados en 2017 de la Agencia de Seguridad Nacional había creado un archivo biográfico sobre Woodward como parte de su monitoreo de ciudadanos estadounidenses prominentes.
En 1990, después de estudiar durante más de diez años, Woodward se graduó en la Sarah Lawrence College junto a su hija Clea. Paul Newman pronunció el discurso de graduación, durante el cual dijo que soñó que una mujer le había preguntado: "¿Cómo te atreves a aceptar esta invitación para dar el discurso de graduación cuando simplemente te aferras a los logros de tu esposa?" En 1992, junto a Newman, Woodward fueron galardonados en la Kennedy Center por su trayectoria.
Woodward vive en Westport, Connecticut; estuvo allí junto a Newman, hasta la muerte de este.

## Filmografía

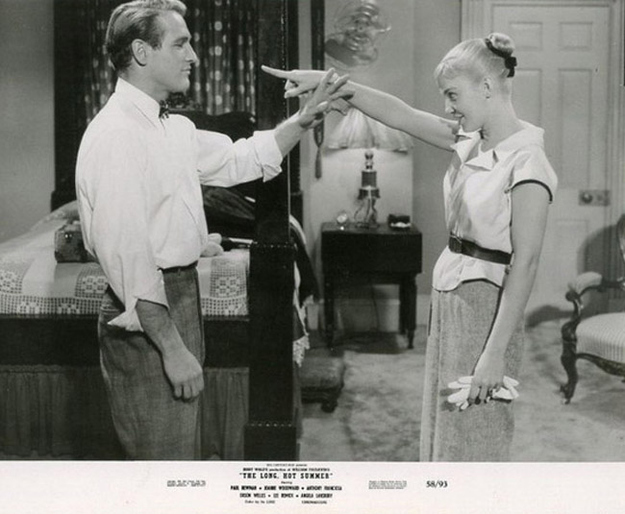
Woodward y Paul Newman en una imagen promocional de The Long, Hot Summer (1958).

| Año  | Título en español                                 | Título original                                       | Director              | Personaje                    |
| ---- | ------------------------------------------------- | ----------------------------------------------------- | --------------------- | ---------------------------- |
| 1955 | Cuenta hasta tres y reza                          | Count Three and Pray                                  | George Sherman        | Lissy                        |
| 1956 | Un beso antes de morir                            | A Kiss Before Dying                                   | Gerd Oswald           | Dorothy Kingship             |
| 1957 | Las tres caras de Eva                             | The Three Faces of Eve                                | Nunnally Johnson      | Eve White / Eve Black / Jane |
| 1957 | Más fuerte que la vida                            | No Down Payment                                       | Martin Ritt           | Leola Boone                  |
| 1958 | El largo y cálido verano                          | The Long, Hot Summer                                  | Martin Ritt           | Clara Varner                 |
| 1958 | Un marido en apuros                               | Rally 'Round the Flag, Boys!                          | Leo McCarey           | Grace Bannerman              |
| 1959 | El ruido y la furia                               | The Sound and the Fury                                | Martin Ritt           | Quentin Compson              |
| 1959 | Piel de serpiente                                 | The Fugitive Kind                                     | Sidney Lumet          | Carol Cutrere                |
| 1960 | Desde la terraza                                  | From the Terrace                                      | Mark Robson           | Mary St. John                |
| 1961 | Un día volveré                                    | Paris Blues                                           | Martin Ritt           | Lillian Corning              |
| 1963 | Rosas perdidas                                    | The Stripper                                          | Franklin J. Schaffner | Lila Green                   |
| 1963 | Samantha                                          | Samantha                                              | Melville Shavelson    | Samantha Blake               |
| 1964 | Signpost to Murder                                | Signpost to Murder                                    | George Englund        | Molly Thomas                 |
| 1966 | El destino también juega                          | A Big Hand For the Little Lady                        | Fielder Cook          | Mary                         |
| 1966 | Un loco maravilloso                               | A Fine Madness                                        | Irvin Kershner        | Rhoda Shillitoe              |
| 1968 | Raquel, Raquel                                    | Rachel Rachel                                         | Paul Newman           | Rachel Cameron               |
| 1969 | 500 millas                                        | Winning                                               | James Goldstone       | Elora                        |
| 1970 | Un hombre de hoy                                  | WUSA                                                  | Stuart Rosenberg      | Geraldine                    |
| 1971 | El detective y la doctora                         | They Might Be Giants                                  | Anthony Harvey        | Watson                       |
| 1972 | El efecto de los rayos gamma sobre las margaritas | The Effect of Gamma Rays on Man-in-the-Moon Marigolds | Paul Newman           | Beatrice                     |
| 1973 | Deseos de verano, sueños de invierno              | Summer Wishes, Winter Dreams                          | Gilbert Cates         | Rita                         |
| 1975 | Con el agua al cuello                             | The Drowning Pool                                     | Stuart Rosenberg      | Iris Devereaux               |
| 1976 | Sybil                                             | Sybil                                                 | Daniel Petrie         | Dr. Cornelia Wilbur          |
| 1978 | De miedo también se muere                         | The End                                               | Burt Reynolds         | Jessica Lawson               |
| 1984 | Harry e hijo                                      | Harry and Son                                         | Paul Newman           | Lilly                        |
| 1987 | El zoo de cristal                                 | The Glass Menagerie                                   | Paul Newman           | Amanda Wingfield             |
| 1990 | Esperando a Mr. Bridge                            | Mr. and Mrs. Bridge                                   | James Ivory           | India Bridge                 |
| 1993 | La edad de la inocencia                           | The Age of Innocence                                  | Martin Scorsese       | Voz                          |
| 1993 | Ángulo ciego                                      | Blind Spot                                            | Michael Toshiyuki Uno | Nell Harrington              |
| 1993 | Philadelphia                                      | Philadelphia                                          | Jonathan Demme        | Sarah Beckett                |
| 1996 | Even If a Hundred Ogres...                        | Even If a Hundred Ogres...                            | Joel L. Freedman      | Voz                          |
| 2005 | Empire Falls                                      | Empire Falls                                          | Fred Schepisi         | Francine Whiting             |
| 2010 | Change in the Wind                                | Change in the Wind                                    | CB Hackworth          | voz                          |

## Premios y distinciones

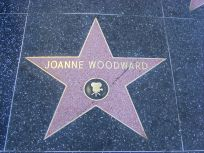
Paseo de la Fama de Hollywood de Woodward

Premios Óscar
| Año  | Categoría               | Película                             | Resultado |
| ---- | ----------------------- | ------------------------------------ | --------- |
| 1958 | Mejor Actriz            | Las tres caras de Eva                | Ganadora  |
| 1969 | Óscar a la mejor actriz | Rachel, Rachel                       | Nominada  |
| 1974 | Óscar a la mejor actriz | Deseos de verano, sueños de invierno | Nominada  |
| 1991 | Óscar a la mejor actriz | Esperando a Mr. Bridge               | Nominada  |

Festival Internacional de Cine de Cannes
| Año  | Categoría    | Película                                          | Resultado |
| ---- | ------------ | ------------------------------------------------- | --------- |
| 1973 | Mejor actriz | El efecto de los rayos gamma sobre las margaritas | Ganadora  |

Festival Internacional de Cine de San Sebastián
| Año  | Categoría                        | Película          | Resultado |
| ---- | -------------------------------- | ----------------- | --------- |
| 1960 | Premio Zulueta a la mejor actriz | Piel de serpiente | Ganadora  |

Woodward tiene una estrella en el Paseo de la Fama de Hollywood en el 6801 de Hollywood Boulevard.